# Typhlosaurus vermis
Pour les articles homonymes, voir Vermis.
Espèce
Statut de conservation UICN

 LC  : Préoccupation mineure
Typhlosaurus vermis est une espèce de sauriens de la famille des Scincidae.

## Répartition
Cette espèce est endémique du Little Namaqualand en Afrique du Sud.

## Description
C'est un saurien vivipare.

## Publication originale
- Boulenger, 1887 : Catalogue of the Lizards in the British Museum (Nat. Hist.) III. Lacertidae, Gerrhosauridae, Scincidae, Anelytropsidae, Dibamidae, Chamaeleontidae. London, p. 1-575 (texte intégral).